# Васу (індуїзм)
Ва́су — група богів в індуїзмі, прислужників Індри (пізніше Вішну), що описуються у Ведах і Пуранах. Всього налічується вісім васу. Разом з одинадцятьма рудрами, дванадцятьма адитьями і верховними божествами, вони утворюють староіндійський пантеон «33 богів».